# 微分学

函數的圖（以黑色線表示）以及函數的切線（以紅色直線表示）。切線的斜率即為函數在該位置的導數

微分学（英語：Differential calculus）是微積分学的一部份，是通过导数和微分来研究曲线斜率、加速度、最大值和最小值的一门学科，也是探討特定數量變化速率的學科。微分学是微積分的二個主要分支之一。
微分学主要研究的主題是函數的導數、相關的標示方式（例如微分）以及其應用。函數在特定點的導數可以說明函數在此輸入值附近的變化率。尋找導數的過程即為微分。若以圖示表示，函數在某一點的微分是函数图形在那一點的切線斜率（前提是在那一點的導數存在而且有定義）。針對單實數變數的實值函數而言，函數在某一點的導數也就可以決定在那一點最佳的线性近似。微分和積分的關係可以由微积分基本定理來說明，此定理說明微分是積分的逆運算。
幾乎所有量化的學科中都有微分的應用。例如在物理学中，運動物體其位移對時間的導數即為其速度，速度對時間的導數就是加速度、物體动量對時間的導數即為物體所受的力，重新整理後可以得到牛顿第二运动定律{\displaystyle F=ma}。化学反应的化學反應速率也是導數。在運籌學中，會透過導數決定在運輸或是設計上最有效率的作法。
導數常用來找函數的极值。含有微分項的方程式稱為微分方程，是自然現象描述的基礎。微分以及其廣義概念出現在許多數學領域中，例如複分析、泛函分析、微分几何、测度及抽象代数。

## 導數

在(x,f(x))處的切線

一個可微函數在不同位置的導數

假設{\displaystyle x}和y是實數，而且y是x的函數，也就是說，針對每一個x，都有一個對應的y。兩者的關係可以表示為y = f(x)。若f(x)是直線的方程式（稱為一次方程），則會存在兩個實數m和b使得y = mx + b。在這個「斜率－截距式」中，m是斜率，可以用下式來求得：
{\displaystyle m={\frac {{\text{change in }}y}{{\text{change in }}x}}={\frac {\Delta y}{\Delta x}},}
其中符號Δ（是希臘大寫字母Δ）表示「變化」。以下的式子會成立：Δy = m Δx.
一般的函數不是直線，因此沒有斜率。在幾何上來看，函數f在x = a的導數就是函數f在a點切線的斜率（如圖）。常會表示為f ′(a) 或dy/dx|x = a。因為導數是f在a點線性近似的斜率，因此導數（以及函數f在a點的值）是函數f在a點附近最佳的線性化近似。
若在函數f定義域中的每一點a都有導數，則存在一函數可以將每一點a對應到函數f在a點的導數。例如，若函數f(x) = x2，則其導數函數f ′(x) = dy/dx = 2x。
另一個有關的表示法是函數的微分。若x和y是實數變數，函數f在x點的導數為函數f在x點切線的斜率。因為f的引數及輸出都是純量，因此f的導數也是實數。若x和y是向量，則f圖形的最佳線性近似會和函數f在不同方向的變化有關。找到在單一方向的最佳近似，也就決定了偏微分，一般會表示為∂y/∂x。若找到了函數f在所有方向的線性化近似，則稱為全微分。

## 微分的歷史
若以切線來看，微分的概念很早以前就出現了，像希臘幾何學家欧几里得（約300 BC）、阿基米德（約287–212 BC）及阿波罗尼奥斯（約262–190 BC）。阿基米德也引進了無窮小量的使用，不過最早是用在面積及體積上的研究，而不是在導數及切線上，參考阿基米德使用的無窮小量。
在印度數學家的研究中有看到用無窮小量來探討量的變化，最早也許可以推到西元500年，當時天文學家及數學家阿耶波多用無窮小量來研究月球軌道。在印度數學家婆什迦羅第二（1114–1185）時，用無窮小量來計算量變化的研究有顯著的進展，也有人提到在他的著作中已提到許多微分学的重要概念，例如罗尔定理。
伊斯蘭數學家納色阿爾圖斯（1135年–1213年）在其著作《Treatise on Equations》中說明了部份三次方程有解的條件，是透過找適當三次多項式的最大值來求得。他證明了三次多項式 a x2 — x3的最大值出現在x = 2a/3，並且得到結論：方程式 a x2 — x3 = c在c = 4 a3/27時恰有一正值的解，若0 < c < 4 a3/27會有二個正值的解。科學歷史學家罗什迪·拉希德認為阿爾圖斯一定是用到了三次多項式的導數才得到此一結果。不過也有其他學者質疑拉希德的想法，他們認為拉希德也可能用了其他不用導數概念的作法。
普遍認為近代微積分的發展是因為艾萨克·牛顿（1643年–1727年）及戈特弗里德·莱布尼茨（1646年–1716年）同時但獨立個別的研究，並且整合了有關微分及導數的作法。不過其中關鍵的概念（也是後來認定微積分是由他們兩人創始的原因）是結合微分以及積分的微积分基本定理，這也讓以往計算面積及體積，自從海什木以來沒有大幅進步的的方式變的過時。有關牛顿和莱布尼茨在微分上的想法，都是以早期數學家的貢獻為基礎，例如皮埃爾·德·費馬（1607年-1665年）、伊萨克·巴罗（1630年–1677年）、勒内·笛卡尔（1596年–1650年）、克里斯蒂安·惠更斯（1629年–1695年）、布莱兹·帕斯卡（1623年–1662年）及約翰·沃利斯 (1616年–1703年）。有關費馬的影響，牛頓曾在一封信中提到：「我從費馬畫切線的方式得到有關（通量）方法的暗示，將其用在抽象的方程......，我擴展了這個概念（directly and invertedly, I made it general.）。一般會將導數早期的發展歸功於伊萨克·巴罗，不過牛頓和莱布尼茨仍在微分學的歷史上有重要的貢獻，其中也包括了牛頓將微分用在理论物理学中，而莱布尼茨發展的符號到現今仍在普遍使用。
自從17世紀起，許多數學家都對微分学有所貢獻。在19世紀時，在奧古斯丁·路易·柯西（1789年–1857年）、波恩哈德·黎曼（1826年–1866年）及卡尔·魏尔斯特拉斯（1815年–1897年）等數學家的貢獻下，微分學已更加的嚴謹。微分學也在此一時期擴展到欧几里得空间及复平面。

## 微分的應用

### 最佳化
若f是在ℝ（或是其他開區間）內的可微函数，而x是f有局部最小值或是局部最大值的位置，則f在x處的導數為零。滿足f'(x) = 0的點稱為臨界點或是驻点（則f在x處的值稱為臨界值）。若f沒有處處可微的特性，則f不可微的點也稱為臨界點。
若f是二次可微，則f的臨界點x可以用f在x的二次導數來分析：
- 若二次導數為正，則x是局部最小值
- 若二次導數為負，則x是局部最大值
- 若二次導數為零，則x可能是局部最小值、是局部最大值，也可能都不是（例如，f(x) = x3在x = 0處為臨界點，但不是局部最小值也不是局部最大值，而 f(x) = ± x4在x = 0處為臨界點，分別是局部最小值及局部最大值）

上述作法稱為二次導數測試。一次導數測試是另一種分析方式，考慮f'在臨界點前後的符號變化。
取導數，並且求解臨界點是要找局部最小值或最大值的最簡單作法，常應用在最优化中。根據极值定理，連續函數在閉區間內至少會有一次局部最小值及局部最大值。若函數可微，其局部最小值及局部最大值只會出現在臨界點或是端點上。
取局部最小值及局部最大值也可以在函數圖形的繪制上：只要找到可微分函數的局部最小值、局部最大值以及位，可以根據觀察函數在各臨界點之間的趨勢來繪制簡圖。
在高維度的空間中，标量函數的臨界點是其梯度為0的點。仍然可以用二次導數測試來分析臨界點，作法是考慮函數在臨界點上二階導數形成海森矩阵的特征值。若所有特徵值都為正，此點為局部最小值；若所有特徵值都為負，此點為局部最大值；若部份為正，部份為負，表示臨界點為鞍點；不過若有部份特徵值為零，則無法以此方式判斷。

#### 變分法
最佳化問題的一個例子是：找到在一曲面上，通過曲面上二點的最短路徑。若是在平面上，其最短路徑是直線。不過若曲面是較複雜的形狀（例如蛋形），最短路问题的解就不是那麼直觀了，此路徑稱為测地线，而這也是最佳化問題中最簡單的問題之一。另一個例子是：找到可以填充空間中封閉曲線的最小面積曲面，此曲面稱為极小曲面，也可以透過變分法求得。

### 物理
微分在物理學上格外重要：許多物理的現象都是用有關微分的方程式來描述，這類方程稱為微分方程。物理學格外關注物理量隨時間的變化，而时间导数是物理量隨時間的變化率，是許多重要概念精準定義的基礎。尤其在牛頓力學中，很重視一物體位置的时间导数：
- 速度是一物體位移（相對於時間）的微分。
- 加速度是一物體速度（相對於時間）的微分，也就是位移（相對於時間）的二階微分。

例如：若物體在一直線上的位置可以用下式表示
{\displaystyle x(t)=-16t^{2}+16t+32,\,\!}
則其速度為
{\displaystyle {\dot {x}}(t)=x'(t)=-32t+16,\,\!}
而加速度為
{\displaystyle {\ddot {x}}(t)=x''(t)=-32,\,\!}
此時加速度已為定值。

### 微分方程
微分方程是指一函數和其微分之間的關係。常微分方程會描述單變數函數和其微分之間的關係。而偏微分方程則是多變數函數和其偏微分之間的關係。在自然科學、數學建模，甚至是數學領域中都常常會出現微分方程。例如，牛頓第二定律描述力和加速度的關係，可以表示為以下的常微分方程
{\displaystyle F(t)=m{\frac {d^{2}x}{dt^{2}}}.}
一維空間下的熱傳導方程式描述熱在一桿狀物上如何傳遞，其偏微分方程如下
{\displaystyle {\frac {\partial u}{\partial t}}=\alpha {\frac {\partial ^{2}u}{\partial x^{2}}}.}
此處u(x,t)為桿狀物時間t時，在位置x的溫度，而α為一常數，和熱在桿狀物上傳遞的速度成正比。

### 均值定理

均值定理：對於每個可微分函數，存在使得.

均值定理提供了函數的導數和其原始值之間的關係。若f(x)是實值函數，而a 和b是實數，且a < b，則根據均值定理（配合少許的假設），兩點(a, f(a))和(b, f(b))之間的斜率會等於在a和b中間某一點c的切線斜率。換句話說
{\displaystyle f'(c)={\frac {f(b)-f(a)}{b-a}}.}
實際上，均值定理是以其導數的方式來控制一個函數。例如，假設f有導數，在每一點均為0，這表示其每一點的切線都是水平線，因此其函數應該也就是水平線。均值定理證明這是對的：f圖上二點之間的斜率必須等於f中的某一條切線。而所有的切線斜率都是0，因此從函數上任二點之的直線斜率也是0。這表示函數不會上昇也不會下降，因此是水平線。若是導數的條件比較複雜，所產生的原函數資訊會比較不準確，但仍然有用。

### 泰勒多項式及泰勒級數
一函數的某一點的微分是對該點附近最佳的線性近似，不過這和實際的函數可能有很大的差異。改善近似的一個方式就是進行二次近似。也就是說，實值函數f(x)在x0點的線性化是線性多項式a + b(x − x0)，若考慮一個二次多項式a + b(x − x0) + c(x − x0)2，可能會有更好的近似結果。若二次多項式改為三次多項式a + b(x − x0) + c(x − x0)2 + d(x − x0)3，近似效果會更好一些，此概念可以擴展到任意多次的高次多項式。針對一個多項式，都應該會有一個最佳的係數a、b、c、d......的組合，讓近似的效果最好。
在x0的邻域，對a來說，最理想的數值一定是f(x0)，對b來說，最理想的數值一定是f'(x0)，對For c、d及更高階的係數來說，其係數最理想的數值是由f更高階的導數決定。c最理想的數值一定是f''(x0)/2，and d最理想的數值一定是f'''(x0)/3!。利用這些係數，可以得到f的泰勒多項式。d次的泰勒多項式是對f可以有最佳近似的d次多項式，其係數可以用上述公式推廣而得。泰勒公式提供近似程度的精確範圍。若函數f是次數小於等於d的多項式。則此函數的d次泰勒多項式即為函數f。
泰勒多項式的極限是無窮級數，稱為泰勒级数。多半來說泰勒级数是原函數非常理想的近似。一函數若都各點等於其泰勒级数，稱為解析函数。若函數有不連續點或是斜率不連續的尖角，此函數不會是解析函数，不過相反的，存在一些函數是光滑函数（無窮階可導的函數），卻不是解析函数（非解析的光滑函數）。

### 隐函数定理
有些幾何圖形（例如圆）無法用函数图形來表示。例如若f(x, y) = x2 + y2 − 1，其圓即為所有使f(x, y) = 0的點 (x, y)的集合。這個集合稱為f的零集。這和f本身的圖形（抛物面）不同。隐函数定理可以將f(x, y) = 0之類的關係轉換為函數。其中提到，若f是連續可微函數，f的零集中大部份都可以表示為函數圖形「粘貼」的組合。零集上的個點是否滿足上述條件，可以用一個和f微分有關的方式來確認。例如圓可以表示成二個函數圖形±{\displaystyle {\sqrt {{1}-{{x}^{2}}}}}「粘貼」後的結果。圓上除了(−1, 0)和(1, 0)二點之外，在其餘每一個點的鄰域上，上述二個函數中都有一個的圖形和圓的圖形類似。（上述二個函數其實剛好也通過(−1, 0)和(1, 0)，不過這不是隐函数定理中提到的內容）
隐函数定理和反函数定理有密切的關係。反函数定理提到一函數在一點的開區域內具有反函數的充分條件。